# Knölhätting
Knölhätting (Conocybe subovalis) är en svampart som beskrevs av Kühner & Watling 1980. Knölhätting ingår i släktet Conocybe och familjen Bolbitiaceae.  Arten är reproducerande i Sverige. Inga underarter finns listade i Catalogue of Life.